# گروخولین
گروخولین (به لهستانی:  Grocholin) یک روستا در لهستان است که در گمینا کتسنگا واقع شده‌است.
 گروخولین  ۵۲۰ نفر جمعیت دارد.